# Châtonnay
Châtonnay település Franciaországban, Isère megyében. Lakosainak száma 1958 fő (2022. január 1.). Châtonnay Champier, Eclose-Badinières, Lieudieu, Meyrieu-les-Étangs, Sainte-Anne-sur-Gervonde, Saint-Jean-de-Bournay és Porte-des-Bonnevaux községekkel határos.

## Népesség
A település népességének változása:
| Lakosok száma | 1056 | 1220 | 1341 | 1716 | 1999 | 2070 | 2072 | 2020 | 2006 | 1958 |
|               | 1968 | 1982 | 1990 | 2006 | 2013 | 2015 | 2017 | 2019 | 2020 | 2022 |